# فرودگاه سنتیم جونکتین استیت
فرودگاه سنتیم جونکتین استیت (به انگلیسی: Santiam Junction State Airport) یک فرودگاه همگانی است که یک باند فرود شن دارد و طول باند آن ۸۵۳ متر است. این فرودگاه در کشور ایالات متحده آمریکا قرار دارد و در ارتفاع ۱۱۵۲ متری از سطح دریا واقع شده است.